# 左幸子
左 幸子（ひだり さちこ、1930年6月29日 - 2001年11月7日）は、日本の女優、映画監督。富山県下新川郡朝日町出身。本名：額村 幸子。
妹は同じく女優左時枝。元夫は映画監督の羽仁進（1959年結婚、1977年離婚）。娘はエッセイストの羽仁未央。

## 来歴・人物

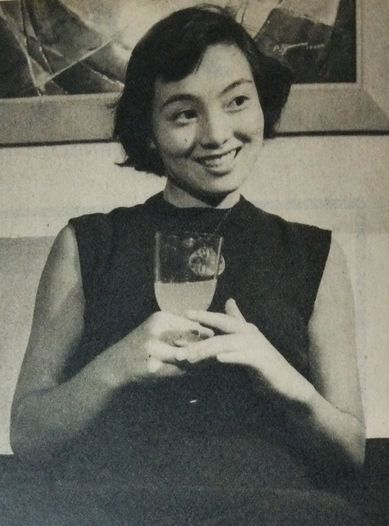
1952年

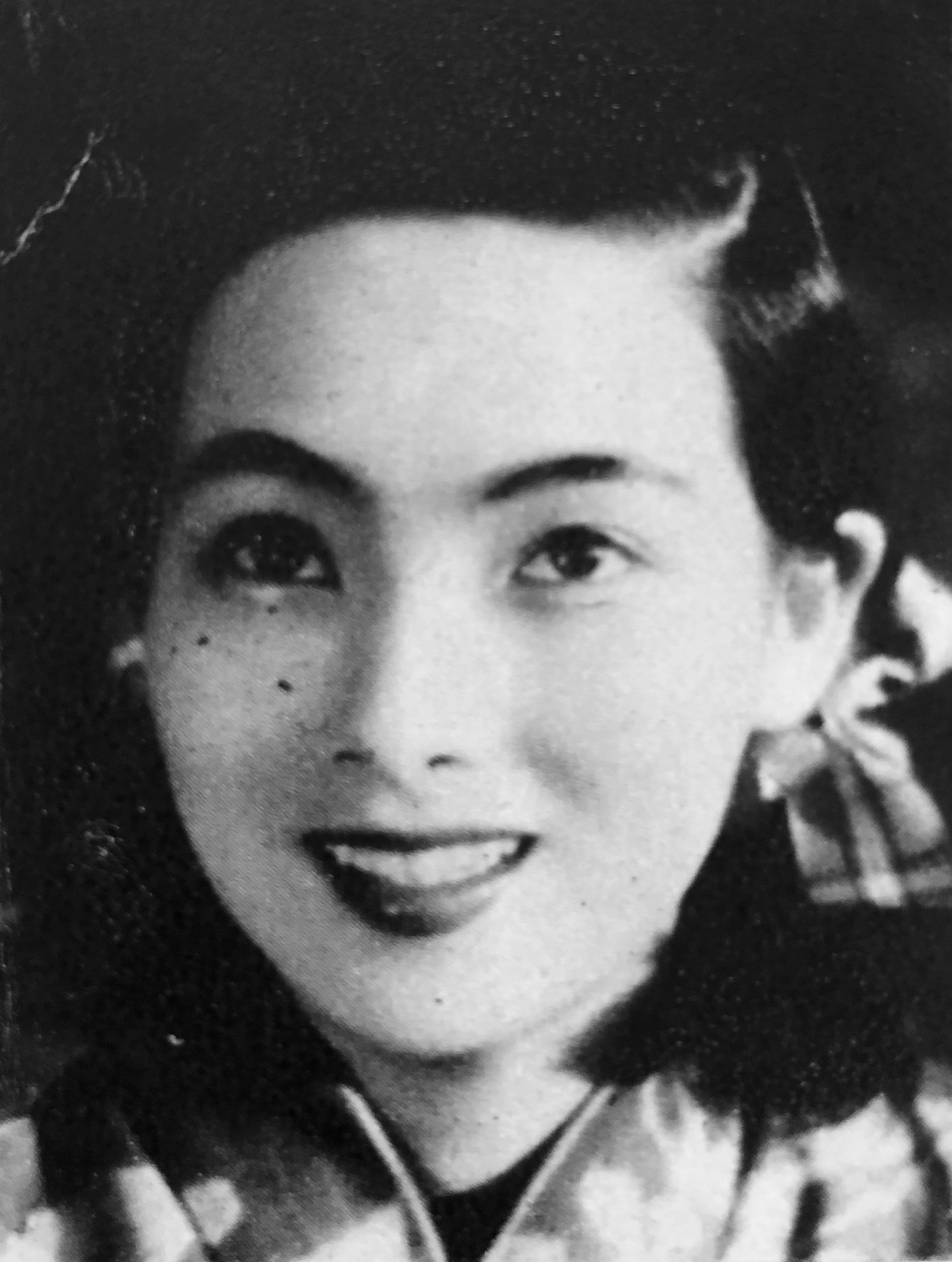
1955年

骨董店を営む両親の三男五女の長女として生まれる。母は華道の指導者でもあったという。
東京女子体育専門学校（現・東京女子体育大学）卒業後、都立第五商業高校ならびに國學院大學久我山中学校の体育・音楽教師をしながら俳優座の委託生となり演技を学ぶ。女優の左時枝は末妹にあたる。
1951年に『家庭よみうり』のカバーガールを務めたことから新東宝の野村浩将の目にとまり、1952年に野村の勧めで『若き日のあやまち』に主演。
1957年の『幕末太陽傳』では遊郭の人気女郎おそめを演じ、おそめと人気を争う女郎こはるを演じた南田洋子と好演した。
そして、1963年、『にっぽん昆虫記』で貧しい農村で職業を転々としながら売春組織の元締になっていく女性を演じ、『彼女と彼』と合わせて日本人で初めてベルリン国際映画祭女優賞を獲得した。
1965年、『飢餓海峡』では純朴な娼妓・杉戸八重を演じて毎日映画コンクール女優主演賞を受賞。
一方、1977年には『遠い一本の道』監督・主演。当時の国鉄労働組合が1億円の資金を提供し、田中絹代に次ぐ女優監督となった。
テレビドラマでは『北の家族』(1973年)『赤い絆』(1977年～1978年)『大市民』『野のきよら山のきよらに光さす』などに出演した。
1965年1月4日から1965年5月31日まで音楽番組『ミュージックフェア』（フジテレビ）の司会も担当した。ワイドショーの司会をした事があるが、番組中で沖縄国会強行採決を批判した政治的発言により降板した。
1952年の映画デビュー以降数々の作品に出演したが、新東宝、日活、大映（1958年 - ）に短期間所属したことはあるものの、五社協定をものともせず活動、1962年にフリーとなる。強い信念の持ち主で、映画会社にスターとして売り出してもらうより、いい脚本、いい監督の作品を自ら選択することを重視し、演出や役柄の解釈について自分の意見を主張し納得するまで議論する女優だった。『遠い一本の道』の監督・主演も「男女差別をなくしたい」との主張に基づくものだった。
私生活では、1959年に映画監督の羽仁進と結婚。1964年に長女・未央を出産。しかし、1973年に羽仁が未央を連れてアフリカに長期撮影旅行に出かけた際、これに未央とともに同行した左の実妹（四女）で当時羽仁のマネージャーを務めていた額村喜美子と不倫関係にあったことを人づてに知り、ショックを受け自殺を図るが事なきを得た。このこともあり1977年、離婚し未央は父側に付き、羽仁はその4ヶ月後の11月8日、喜美子と再婚した。
1987年、胃癌のため胃の摘出手術を受ける。1991年に舞台『糸女』でカムバックを果たしたが、その後はバラエティ番組へのゲスト出演が活動の中心になっていった。晩年は『快傑熟女!心配ご無用』（TBS）のレギュラーパネリストとして出演している。
2001年に入ってからせき込むようになり検査を受けた結果肺がんが見つかり、9月下旬に国立がんセンターに入院するが、10月下旬に容体が急変し危篤に陥った。
2001年11月7日（水曜日）午後8時40分、国立がんセンターで親族に囲まれ、息を引き取った。71歳没。品川での密葬の際、羽仁・喜美子夫婦だけでなく実娘・未央も、幸子と（離婚後）親交がないとして参列しなかった。

## 出演

### 映画

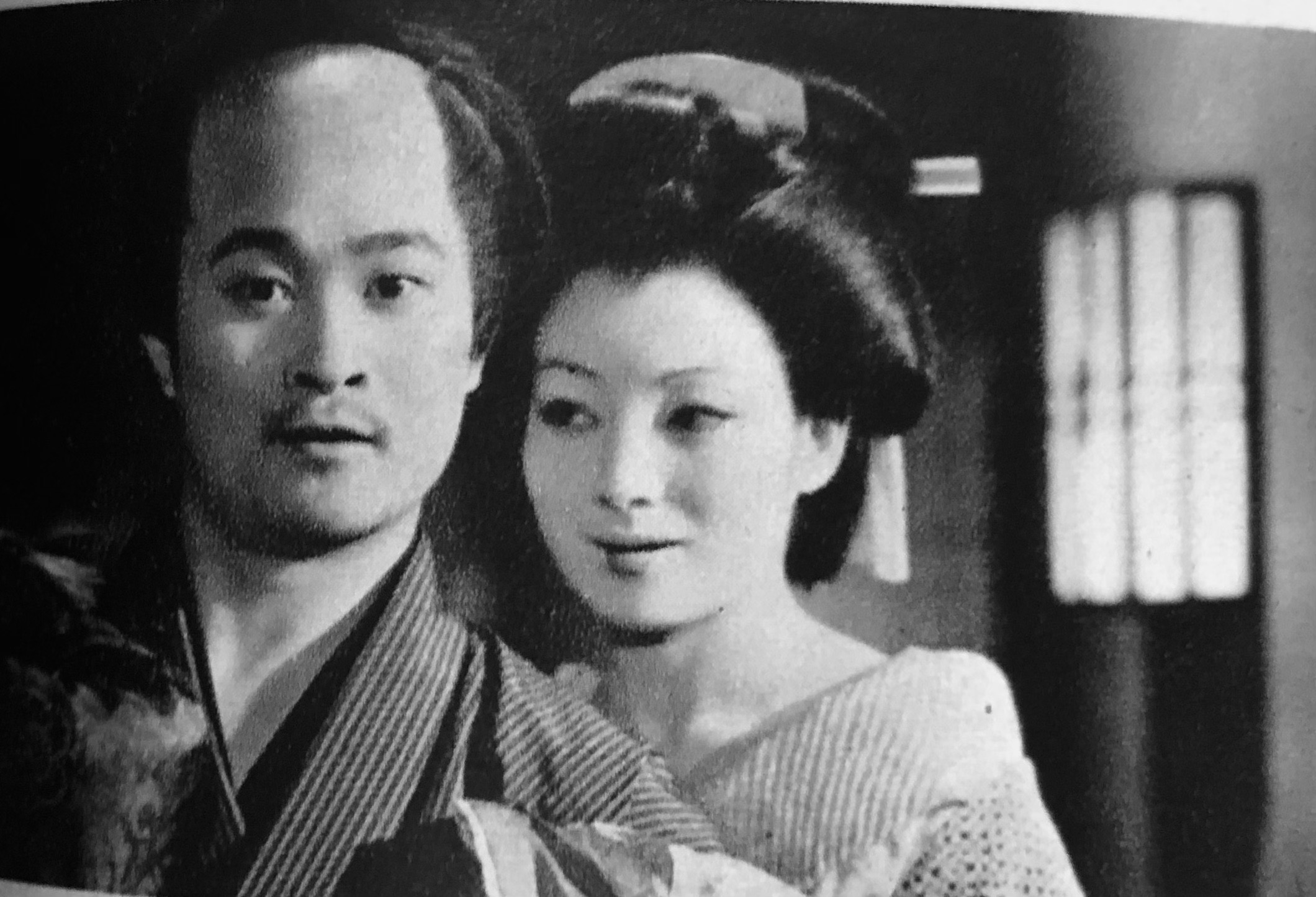
『幕末太陽傳』（1957年）

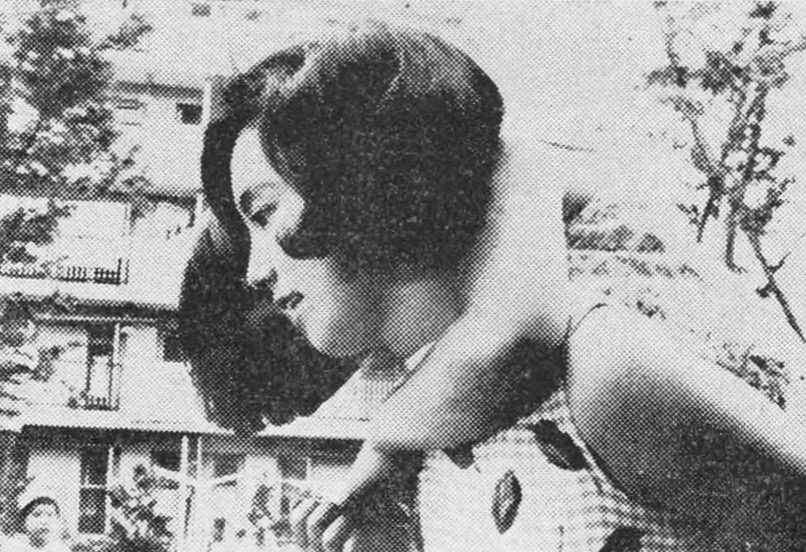
『彼女と彼』（1963年）

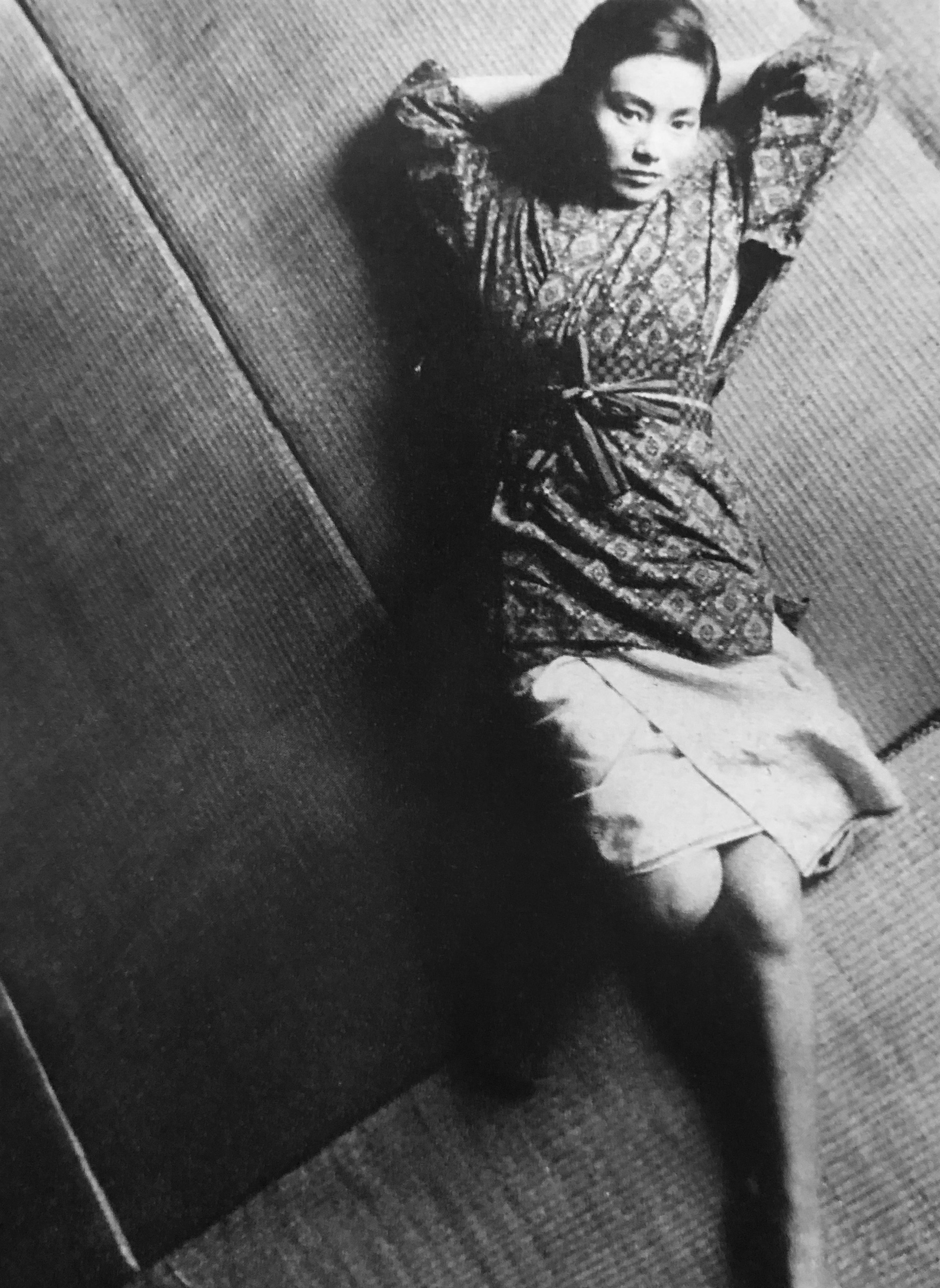
『にっぽん昆虫記』（1963年）

『飢餓海峡』（1965年）

- 若き日のあやまち（1952年、新東宝） -吉岡麻子[6]
- 思春の泉（1953年、新東宝） - モヨ子
- 大阪の宿（1954年、新東宝） - お米[6]
- 黒い潮（1954年、日活） - 伊庭節子
- 億万長者（1954年、青年俳優クラブ）- 麻子
- 女中ッ子（1955年、日活）- 織本初
- おふくろ（1955年、日活）- 小倉峰子
- 人生とんぼ返り（1955年、日活） - おきく[7]
- 青ヶ島の子供たち 女教師の記録（1955年、新東宝） - 広江節子
- 風船（1956年、日活）- 阿蘇るい子
- 神阪四郎の犯罪（1956年、日活） - 梅原千代[8]
- 真昼の暗黒（1956年、現代ぷろ）- 永井カネ子
- 東京の人　前後篇（1956年、日活）- 白井朝子
- 沖縄の民（1956年、日活）- 佐敷真知子
- 「流木」より 女豹とならず者（1957年、日活）- お美津
- 幕末太陽傳（1957年、日活） - 女郎・おそめ[9]
- 誘惑（1957年、日活） - 杉本秀子（娘）、杉本優子（母、故人）
- 暖流（1957年、大映） - 石渡ぎん[6]
- 九人の死刑囚（1957年、日活）- 吉永美奈子
- 踏みはずした春（1958年、日活）- 緑川奎子
- 荷車の歌（1959年、新東宝） - オト代
- 氾濫（1959年、大映）- 西山幸子
- 千羽鶴秘帖（1959年、大映）- 天人お滝
- 浮かれ三度笠（1959年、大映）- お吉
- 女経 第一話 耳を噛みたがる女（1960年、大映） - 五月[6]
- 嫌い嫌い嫌い（1960年、大映）- 立花晶子
- 大江山酒呑童子（1960年、大映）- 茨木童子
- 誰よりも君を愛す（1960年、大映） - 片桐のり子
- 青べか物語（1962年、東宝）- おせい
- あの橋の畔で 第一部（1962年、松竹）- 町田トキ
- にっぽん昆虫記（1963年、日活） - 松木とめ
- 彼女と彼（1963年、ATG） - 彼女（石川直子）[6]。
- 拝啓天皇陛下様（1963年、松竹） - 秋子
- 無宿人別帳（1963年、松竹） - おりん
- 五瓣の椿（1964年、松竹） - おその
- 飢餓海峡（1965年、東映） - 杉戸八重
- かあちゃんと11人の子ども（1966年、松竹） - 吉田とら[6]
- アンデスの花嫁（1966年、東宝） - 上田タミ子[6]
- 女の一生（1967年、松竹） - お民
- 春日和（1967年、松竹) - 竹内とよ[6]
- 人生劇場 飛車角と吉良常（1968年、東映） - お袖
- 荒い海 (1969年、真珠舎) - 滝村節子
- 喜劇 女生きてます（1971年、松竹） - 竜子[6]
- 軍旗はためく下に（1972年、東宝） - 妻・富樫サキエ[6]
- はだしのゲン（1976年、共同映画） - 母
- 遠い一本の道（1977年、その他）- 滝ノ上里子 ※監督・製作・主演[6]
- 若い人（1977年、東宝） - 江波ハツ[6]
- 曽根崎心中（1978年、ATG）- お才
- 鉄騎兵、跳んだ（1980年、にっかつ）- 岩田時子
- Mishima: A Life In Four Chapters（1985年、日本劇場未公開） - 収の母
- お墓と離婚（1993年、日本ヘラルド映画） - 神崎千恵子[6]
- スキヤキ（1995年、フイルムヴォイス） - 三原花子[6]
- ただひとたびの人（1995年、TAKE1） - 母[6]

### テレビドラマ
- 泣くなマックス 第20話「けっこん」（1962年、TBS）
- 新・自由学校（1965年、THK）
- NHK劇場 大市民（1966年、NHK総合） - 和子
- 渥美清の泣いてたまるか（1967年、TBS）
- 竜馬がゆく（1968年、NHK総合） - お慶
- 大奥 第30話「お世継性教育」、第31話「初めての朝」（1968年、KTV） - 奈美
- 二人だけの虹（1969年、THK）
- 無用ノ介 第8話「雨に消える無用ノ介」（1969年、NTV） - おきぬ
- 朝の連続テレビ小説 / 北の家族（1973年、NHK総合）
- 水もれ甲介 第11話「結婚て何だろう? 」（1974年、NTV） - 岩崎順子
- プレイガールQ  第17話「女は裸で強くなる」（1975年、12ch） - 中川清美
- 赤い絆（1977年 - 1978年、TBS） - 吉川静子
- Yの悲劇（1978年、CX） - 矢ヶ崎菊江（特別出演）
- 不毛地帯（1979年、MBS） - ハル
- 87分署シリーズ 裸の街 第22話「時の壁」（1980年、CX）
- 土曜ワイド劇場　（ANB）
  - 「濡れた心〜レズビアン殺人事件〜」（1981年）
  - 「殺人フィルムへの招待」（1982年）
- 愛の劇場 夫婦 （1982年、国際放映 / TBS） - 田代美代（特別出演）
- 吉宗評判記 暴れん坊将軍 第198話「あわれ、残んの花ちりぬ」（1982年、ANB） - おりく
- 陽あたり良好! 第11話「ネコ・ババすとおりい」（1982年、NTV）
- 火曜サスペンス劇場　（NTV）
  - 「極刑」（1982年）
  - 「盲人探偵・松永礼太郎2・ピアニストを探せ」（1994年）
  - 「犯罪心理分析官」（1994年）
  - 「逃亡結婚」（1995年）
  - 「おかしな夫婦」（1995年）
  - 「おかしな夫婦2」（1996年）
- ザ・サスペンス　（TBS）
  - 「非常階段の女たち」（1983年）
  - 「骨肉の家」（1983年）
- 野のきよら山のきよらに光さす（1983年、NHK総合）
- 木曜ゴールデンドラマ　（NTV）
  - 「幼児誘拐」（1984年）
- 金曜女のドラマスペシャル　（CX）
  - 「飛鳥・まだ見ぬ子、清子の母として」（1984年）
  - 「愛の終着駅」（1984年）
- 木曜ドラマストリート「孤独な週末」（1985年、CX）
- 月曜ドラマランド「ママをたずねて三千里」（1986年、CX）
- あによめ（1986年、THK）
- 宮本武蔵（1990年、TX） - お杉（特別出演）
- 天上の青（1994年、NHK総合）
- 金曜エンタテイメント「浅見光彦シリーズ7恐山殺人事件」（1998年、CX） - 杉山サキ（特別出演）
- 新・俺たちの旅 Ver.1999（1999年、NTV） - 熊沢しの（特別出演） ※遺作

### オリジナルビデオ
- 静かなるドン6〜8（1993年 - 1996年） - 坂本鬼美

### バラエティ
- 左幸子の赤ちゃんレポート (日本テレビ、60年代～70年代)
- 聖路・左幸子　四国遍路1360キロ (NHK総合、1990年8月21日)
- ミュージックフェア（CX,1965年1月 - 5月）※司会
- オールスター感謝祭（TBS）
- 快傑熟女!心配ご無用（TBS）
- 霊感ヤマカン第六感（ABC）